# STS-75
STS−75 — космічний політ шатла «Колумбія» за програмою «Спейс Шаттл» (75-й політ програми, 19-й політ для «Колумбії»).

## Екіпаж
- (НАСА): Ендрю Аллен (3)[1] — командир;
- (НАСА): Скотт Хоровітц (1) — пілот;
- (НАСА): Джеффрі Хоффман (5) — фахівець польоту — 1;
- (ЄКА): Мауріціо Келі (1) — фахівець польоту −2;
- (ЄКА): Клод Нікольє (3) — фахівець польоту −3;
- (НАСА): Франклін Чанг-Діас (англ. Franklin Ramón Chang-Díaz) (5) — фахівець польоту — 4, керівник робіт з корисним навантаженням;
- (ASI): Умберто Ґвідоні (1) — фахівець польоту −5, фахівець з корисного навантаження.

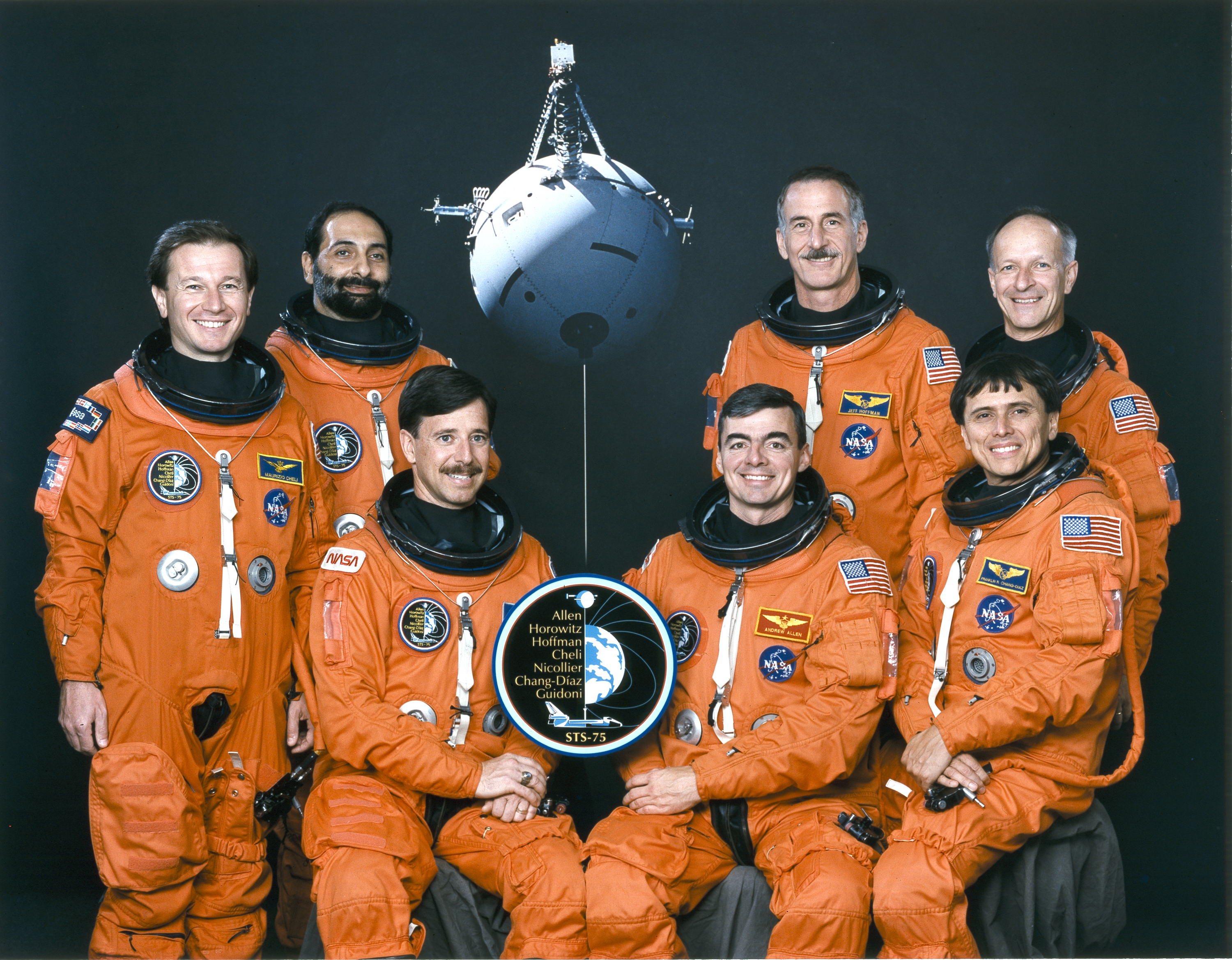
Екіпаж STS-75: (ліворуч-праворуч): М. Келі, У. Гуидон, С. Хоровітц, Е. Аллен, Д. Хоффман, Ф. Чанг-Діаз, К. Ніколь

Основний екіпаж був призначений повідомленням НАСА 27 січня 1995 року. Астронавти Френклін Чанг — Діас і Умберто Ґвідоні були призначені в екіпаж у серпні та жовтні 1994-го відповідно.

## Особливості місії
Основними завданнями місії STS-75 були виконання експериментів за програмою «TSS-1R» (від англ. Tether Satellite System). Перша невдала спроба вивести на орбіту прив'язний супутник TSS була зроблена в ході місії STS-46 в 1992 році. Цього разу супутник на тросі вдалося відпустити більш ніж на 19 кілометрів (проте потім він зламався і був залишений на орбіті).

## Емблема
На емблемі місії, розробленої художником Майклом Санні (англ. Michael Sanny), зображений космічний «човник» «Колумбія», який струмопровідним тросом з'єднаний з прив'язним супутником. Трос, зливаючись з лінією термінатора, символізує нову еру застосування космічних прив'язних систем і пізнання людиною іоносфери та вивчення структури і властивостей матеріалів й процесів термодинаміки.